# Мар'їне (Сімферополь)
Мар'їне (крим. Maryine, історично Кучук-Джієн-Софу, крим. Küçük Ciyen Sofu, «маленьке» Джієн-Софу, на честь сусіднього села) — мікрорайон в Сімферополі, у Київському районі, колишнє село.

## Опис
Розташовано на південному сході міста, з півночі межує з районом Університету, а на півдні — з районом Кирпичне та селами Петропавлівка та Ескі-Орда (Лозове) Сімферопольського району. З заходу знаходиться плато Дженакай-Кир (Петровські скелі), зі сходу — пагорби Скалка, Каяси та Сімферопольське водосховище за ними.
Повз пролягає траса на Алушту та Ялту, біля неї розташувався цілий квартал ресторанів та кафе, центральне місце серед яких посідає «Мар'їн Гай» (рос. Марьина Роща).
Район вважається екологічно чистим завдяки віддаленості від міста та близькості до Сімферопольського водосховища та зелених зон, зокрема соснового бору. Поруч із районом є два невеликі озера — Журавлине та Глінка, а також джерело Кар'єрне.
Головні вулиці — Беспалова, Промислова, Сімферопольська, Ялтинське шосе. В районі знаходиться школа № 28.
До району включено масив садових товариств, що фактично є житловою зоною міста зі змішаною дачною та сучасною приватною малоповерховою забудовою.
Через район проходять міські тролейбусні маршрути № 4 та 4а, № 6, № 15 та № 16, заміські маршрути № 21 на Ангару (Перевальне), № 51 на Алушту та № 52 на Ялту.

## Історія
Близько 150 років тому на території нинішнього мікрорайону був невеликий приватний хутір. Вперше згадується у списку населених місць Таврійської губернії 1864 — приватний хутір дорогою на Алушту з чотирма дворами й 22 жителями. Кажуть, хутір був подарунком одного купця на весілля дочки Марії. Звідси й назва.
У 1915 році тут зафіксовано два хутори Мар'їна М. Ф. Брунса, також зустрічається назва Кучук-Джієн-Софу,"маленький Джієн-Софу", великим вважалося село Джієн-Софу, що зараз затоплено водосховищем.
За радянської окупації територію спочатку включили до складу Підгородньо-Петровського району Сімферопольського повіту, а пізніше — до Сімферопольського району.
На території села знаходився старий військовий цвинтар, закритий 1952 року під час будівництва водосховища.
1956 року, після заповнення водосховища, в селі обладнали пляж: завезли пісок, поставили кабінки для перевдягання та лежаки. Тут з'явився не лише кіоск із пиріжками та пивом, а й ресторан, а городяни стали гордо називати водосховище Сімферопольським морем.
Від пристані в районі Мар'їного до пристані в районі Лозового ходили два невеликі пасажирські катери — «Чайка» і «Хвиля».
У 1961 році воду Сімферопольського моря вирішили використовувати для питних потреб і купання в ньому заборонили. Але кондуктори тролейбусів ще довго за звичкою називали зупинку «Вулиця Генерала Родіонова» її колишнім ім'ям — «Пляж».
До складу міста нинішній мікрорайон увійшов у 1959 році.